# Mbi urë
Mbi urë (på svenska: på bron) är en låt på albanska framförd av sångerskan Mariza Ikonomi. Med låten deltog Ikonomi i Festivali i Këngës 42, Albaniens största musiktävling.
Låten är skriven av Ledia Ikonomi med musik av Mariza Ikonomi själv. Låten orkestrerades av Dorjan Gjoni. Med låten ställde Ikonomi i december 2003 upp i Festivali i Këngës. Tävlingen var det året även Albaniens nationella uttagning till Eurovision Song Contest och en vinst i tävlingen skulle innebära att man även fick representera sitt land i Eurovision Song Contest 2004 som kom att hållas i Istanbul i maj. Ikonomis bidrag ställdes mot flera meriterade artister såsom Rovena Dilo (vinnare av tävlingen 2000), Eneda Tarifa, Rosela Gjylbegu och Elvana Gjata.
Ikonomi framförde sitt bidrag sist i den andra semifinalen och bidraget blev ett av nio som kvalificerades till finalen den 20 december. I finalen uppträdde Ikonomi som nummer 11 av 18 finalister. Hon framförde "Mbi urë" efter Rovena Dilo med "Njëmijë zemra" och före Anjeza Shahini med "Imazhi yt". I detta års tävling redovisades inga poäng utan bara topp tre i tävlingen och då detta meddelats stod det klart att Ikonomi slutat på andra plats, enbart slagen av "Imazhi yt" med Anjeza Shahini. Trea slutade Rosela Gjylbegu med "Hirushja".
Ikonomi skapade en mindre skandal då hon, mycket besviken över sitt resultat i tävlingen, rusade av scenen utan att ta emot sitt andrapris i tävlingen.